# Alphonse Ier d'Elbène
Pour les articles homonymes, voir Alphonse d'Elbène et Elbène.
 (juillet 2024).
Si vous disposez d'ouvrages ou d'articles de référence ou si vous connaissez des sites web de qualité traitant du thème abordé ici, merci de compléter l'article en donnant les références utiles à sa vérifiabilité et en les liant à la section « Notes et références ».
Alphonse Ier d'Elbène, écrit également Delbene, ou Delbène, né en 1538 à Lyon et mort le 8 février 1608, est un homme politique, historien et religieux français.

## Biographie

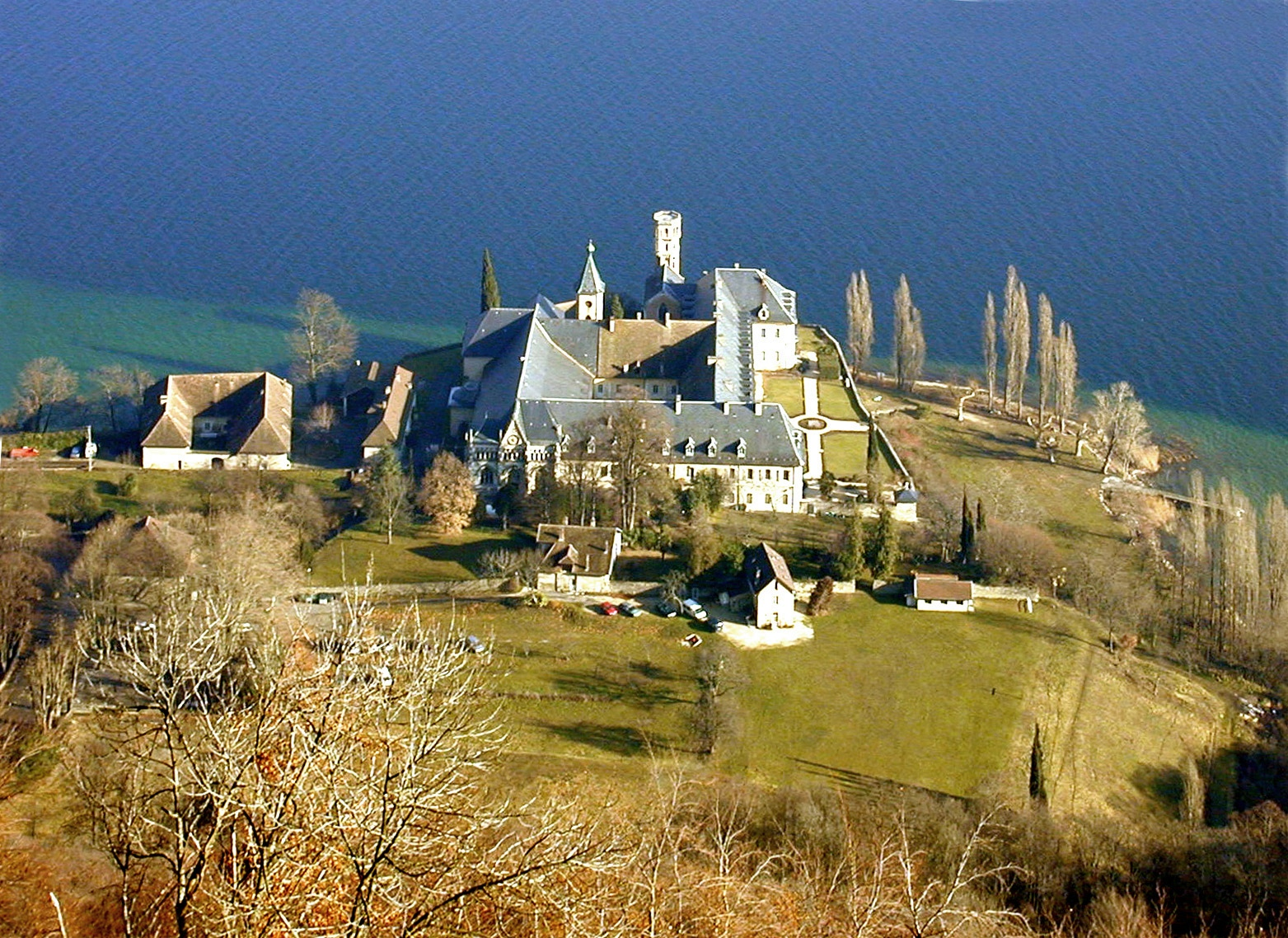
L'abbaye d'Hautecombe.

### Jeunesse
Né à Lyon en 1538, il est le fils de Barthélémy Del Bene et de Clemenzia Buonacorcci. Il est issu d'une illustre famille toscane, qui hostile aux Médicis, gouvernant Florence, a grossi les rangs des fuorusciti, ces bannis dont beaucoup trouvèrent refuge en France.
Son père, Bartolomeo, grâce à la protection de Catherine de Médicis, devient valet de chambre du roi Henri II puis chevalier servant de Marguerite de France.
Alphonse Delbene fait ses premières classes à Lyon, puis suit les cours de droit de Cujas à Bourges avec Jean Passerat ou il obtient le titre de docteur. Il devient lecteur, c'est-à-dire secrétaire de Marguerite de France et se lie à Pierre de Ronsard avec lequel son père entretenait déjà des relations.

### Abbé d'Hautecombe puis de Maizières
En 1560, peu après le mariage entre Marguerite de France et Emmanuel-Philibert de Savoie il est nommé par le couple abbé commendataire de l'abbaye d'Hautecombe ou il se consacre à l'histoire et à la poésie. Historiographe de Charles-Emmanuel de Savoie, il est nommé, en 1574, sénateur de Savoie et se lie d'amitié avec le président Antoine Favre.
En 1603, il échange l'abbaye d'Hautecombe contre celle de Maizières en Bourgogne.

#### Rôle dans l'historiographie de la maison de Savoie
L'évêque Alphonse d'Elbène possédait de réels talents littéraires et une grande érudition. Aussi remplit-il la charge d'historiographe du duc Charles-Emmanuel Ier de Savoie. On lui doit des ouvrages sur les ducs de Savoie en 1581, le royaume de Bourgogne transjurane, l'ordre de Cîteaux en Savoie, les Capétiens, les comtes de Toulouse.

### Évêque d'Albi

#### Une nomination mouvementée
Sur les instances de sa compatriote Catherine de Médicis, il est promu évêque d'Albi en 1589. La bulle du pape Sixte V qui le nomme est datée du 15 octobre 1589. Il prend immédiatement possession de son siège par procureur mais il ne peut se rendre à Albi qu'en 1598. Il demande pendant ce laps de temps aux consuls d'Albi de faire bonne garde afin qu'aucun autre seigneur ne vienne s'emparer du palais épiscopal.
Les consuls ne disposant que d'une compagnie de 25 hommes d'armes, le maréchal Guillaume de Joyeuse envoie une garnison nombreuse qui occupe le palais de la Berbie jusqu'en 1598. Les ligueurs s'emparent toutefois des revenus de l'évêché pour leurs frais de guerre. Alphonse Delbene fait son entrée à Albi le 25 octobre 1598 accompagné de François de La Valette, abbé de Moissac, de Jean de La Valette seigneur de Cormusson, Parisot, Monteils et autres places ou châteaux, sénéchal de Toulouse et des pays Albigeois, d'Antoine de Cardailhac.

#### Un gouvernement épiscopal autoritaire
Sous son gouvernement, les États Généraux de la province se réunirent à Albi le 16 novembre 1604 dans le réfectoire du couvent des Frères prêcheurs. Il fait emprisonner le chanoine Alphonse Gaillardy et B Costes curé de Sérénac « coupables » de n'avoir pas été de son avis dans une assemblée synodale. Il excommunie les archidiacres Jean de Ciron et Jérôme Bandinelli ainsi que quatre chanoines qui dans cette même assemblée avaient proposé de soumettre à la pointe l'évêque d'Albi, comme jouissant d'une prébende attachée au siège épiscopal. L'excommunication fut annulée par le parlement et condamna l'évêque aux dépens. Un autre arrêt lui ordonna de faire procéder à l'élection de nouveaux syndics et de ne pas géner la liberté des suffrages.
En 1607, l'abbé Delbène, son neveu, est nommé son coadjuteur et en 1608 évêque titulaire d'Auzia.

### Vie privée et familiale
Les armes de la famille Del Bene étant d'azur à deux bâtons en sautoir fleurdelisés et enracinés d'argent, le savant prélat fait parfois un jeu de mots à partir de son blason et signe alors ses ouvrages sous le pseudonyme de Blanc Lys.
Il eut un fils naturel, Marc-Antoine, légitimé en 1594 par lettres patentes du duc de Savoie. Celui-ci prendra le nom d'Elbène de Blanly.

### Mort
Alphonse d'Elbène décède le 8 février 1608 dans le comté de Toulouse et fut inhumé dans le chœur de la cathédrale Sainte-Cécile d'Albi.